# アロワナ
アロワナは、アロワナ目アロワナ科アロワナ亜科 Osteoglossinae に属する大型の古代魚。南アメリカ、オーストラリアおよび東南アジアの淡水に生息する。

## 概要
アロワナは、淡水域に生息する魚のうちでも大型に成長する種類のものが多く知られている古代魚で、食性は主に肉食（小型の魚類・昆虫・甲殻類などを捕食する）だが、飼育環境下での性質は穏やかで、また飼育方法も確立されていることからペット（アクアリウム用観賞魚）として人気がある。
小型魚を丸呑みするために下あごがせり出したような大きく開く口が特徴的で、水面より上にいる虫にとびつき捕食することが出来る。体半分より後に尾に続く背びれ・尻ひれと、大きく発達し斜め下方に延びた胸ひれを持つ。うろこは大抵の種類で大きくその一つ一つがはっきりしており、そのいずれにも濃淡や色彩の変化がある。
中国では「龍魚」（日本でいう龍魚はUMAで別物・チョウザメの一種とも考えられている）と呼ばれ、龍が権力と繁栄を象徴することから華僑などを中心に幸運を呼ぶとして愛好者が見られ、後述する紅い変異種は特に高値で取引される。日本でも大型でゆっくり泳ぐ様子や独特の風貌に対する愛好者が見られる。繁殖方法も確立されていることから、養殖された稚魚などがペット市場向けに流通している。反面、自然環境にいるものは保護され商取引や輸出入が制限されている種類も多い。また、飼育されていたとみられる個体が見つかったことがあり、外来種として定着する可能性がある。

## 飼育
熱帯魚のため温度管理には気を使う必要があり、28°C前後がよい。pHも種によって適応するものに調節する必要がある。シルバーアロワナの場合、成長すると90 - 100cmほどになるため最低でも150 - 200cm以上の水槽でないと飼育は難しい。アジアアロワナ等は通常の飼育時で60cmほどで成長が止まる個体が多い。比較的小柄な過背金龍では120＊60水槽での飼育が可能である。生後1年未満の幼魚から成長する速度は急激なものがあり、2年程度で50cmを超える。振動や物陰でおびえたり、ゴキブリやハエ等の虫を餌だと思い込んで水槽から飛び出してしまうこともあるため、丈夫な蓋が必要である。さらに、体の大きなアロワナになると蓋の上に重石を置くなどの対応が必要である。
餌は、和金の幼魚やアカヒレなどの小型魚の生餌だが、与え方によっては人工飼料も食べる。たまにコオロギ、ミルワームなども与えて栄養バランスを取る。飼育書の多くでは、単一の餌では栄養に偏りが出て体色や体型に影響が出るとして、複数種類の餌を用意して与えることを勧めている。
アロワナは、自然界では水面に落ちてくる昆虫などを捕食しているため、常に上方を意識しているが飼育環境では、他の魚との混泳や水槽底面に何かがあると下方を意識する様になり、眼球が下を向いたままになっている個体を多く見かける。これを防ぐためには他の魚との混泳は避け、水槽底面には何も置かずに裏面に黒いシートを貼り光の反射を防ぐ等の工夫が有効であると言われている。

## 分類
一般にアロワナと呼ばれるのは、アロワナ亜科 Osteoglossinae に属する魚である。アロワナ亜科は2 属5 種を含む。
- Scleropages 属
  - アジアアロワナ (Pratapad, S. formosus) Sa. Müller & Schlegel, 1844 (Asian arowana)
  - ミャンマーアロワナ Scleropages inscriptus T. R. Roberts, 2012 (Myanmar arowana)
  - ノーザンバラムンディ (Gulf saratoga, S. jardini) Saville-Kent, 1892 (Gulf saratoga)
  - スポッテッドノーザンバラムンディ (Saratoga, S. leichardti) Günther, 1864 (Saratoga)
  - ゴールドアロワナ Scleropages aureus Pouyaud, Sudarto & Teugels, 2003 (Gold arowana)
  - レッドアロワナ Scleropages legendrei Pouyaud, Sudarto & Teugels, 2003 (Red arowana)
  - シルバーアジアアロワナ Scleropages macrocephalus Pouyaud, Sudarto & Teugels, 2003 (Silver Asian arowana)

- オステオグロッサム属（アロワナ属） Osteoglossum
  - シルバーアロワナ (Silver arowana, O. bicirrhosum) (Cuvier, 1829)
  - ブラックアロワナ (Black arowana, O. ferreirai) (Kanazawa, 1966)

アジアアロワナを何種か分ける説があるが、未だ認められては居ない。その一例がCITESである。第13回2004年タイ・第14回2007年オランダとも、アジアアロワナの学名追加について話し合わせてはおらず、その付属書に書かれている学名は Scleropages formosus 一種だけである。もし、仮にアジアアロワナを何種かに分けるとすると、CITESによって規制されるのは、グリーンアロワナ一種だけとなり、他のアジアアロワナは自由に輸入できてしまう。
2012年にアジアアロワナの新種としてScleropages inscriptusがミャンマーで発見され、CITESでは附属書Ⅰに含まれアジアアロワナとは別に注釈を付けて登録された。このアジアアロワナは「チタニウムゴールデンアロワナ」として日本国内で既に流通しており、CITESによる取引の規制後は国際希少野生動植物種登録票付きで販売する販売者や養殖のものが流通しているとする流通関係者が存在する。

### 代表種
シルバーアロワナ Osteoglossum bicirrhosum
体長1m。生息域は南米アマゾン川の上流から下流まで、ペルー、ブラジル、南米ギアナなど広範囲にわたる。本流はあまり好まず、岸辺や水没林など、餌となる昆虫類の豊富な支流のよどみに広く生息している。水質は（pH7.0 - 5.9 ）中性 - 弱酸性の軟水を好み、軟泥の混ざった水域に多い。現地では食用にも供される。かつて日本でアロワナといえば本種を指した。稚魚は台湾やマレーシアなどの養殖場で育てられたものが、毎年、年明け頃より輸入され、比較的安価で購入できるようになった。
ブラックアロワナ Osteoglossum ferreirai
シルバーアロワナと体型はよく似ている。ネグロ川や、支流のブランコ川の一部に分布し、水質は弱酸性（pH6.5 - 5.5 ）を好み、導電率のかなり低いブラックウォーターと呼ばれる水域に生息している。

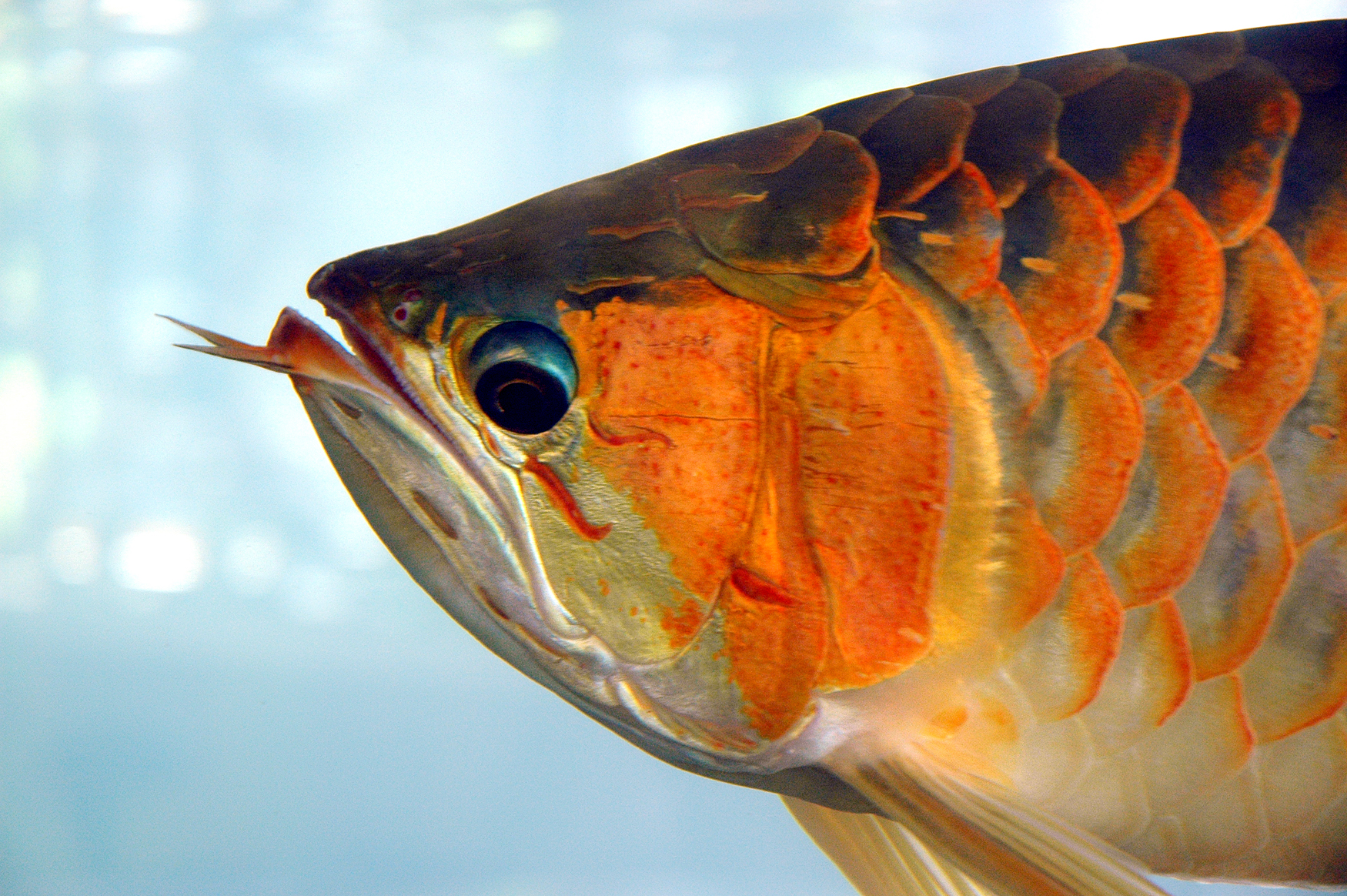
アジアアロワナ

アジアアロワナ Scleropages formosus
体長60 - 70cm 。ワシントン条約 (CITES) の絶滅危惧種に指定され、原産地のインドネシア、マレーシアなどからの輸入は、指定された輸出施設からの養殖個体のみ認められている。輸入する際には輸出国の輸出許可書と、輸入国の輸入許可書の2種類が必要である。最近では体内へのマイクロチップの埋め込みが義務付けられ、管理団体によってナンバーがデータ化され、繁殖個体かどうかを容易に識別できる様になっている。
ノーザンバラムンディ Scleropages jardini
体長40〜60cm 以上。オーストラリアやパプア・ニューギニアなどに生息する。アジアアロワナとよく似るが斑点があり鱗が大きく体高があるのが特徴。シルバーアロワナなど他の種よりも体の柔軟性に欠け、遊泳中の反転を容易にするため奥行きの広い水槽での飼育が必要。ガルフサラトガとも呼ばれる。
スポッテッドノーザンバラムンディ Scleropages leichardti
形態はガルフサラトガとほぼ同様。鱗に無数の赤色のスポットがある。スポッテッドサラトガ、サザンサラトガとも呼ばれる。

## アジア・アロワナの商業上の分類
- グリーン・アロワナ（青龍）
- バンジャール・アロワナ（黄龍）
- マレーシア・ゴールデン（過背金龍）
- スマトラ・ゴールデン（紅尾金龍）
- スーパー・レッド（血紅龍）
- チリレッド（辣辛紅龍）
- 高背金龍（マレーシアゴールデン×スマトラゴールデン）
- 紫紅金龍（スーパレッド×マレーシアゴールデン）
- 1.5号紅龍（スーパーレッド×バンジャール）
- 2号紅龍（バンジャール×グリーン）
- マクニカ